# Horst Lichter – Keine Zeit für Arschlöcher
Horst Lichter – Keine Zeit für Arschlöcher ist ein deutscher Fernsehfilm von Andreas Menck aus dem Jahr 2022. Er beruht auf dem gleichnamigen autobiografischen Roman Keine Zeit für Arschlöcher! von Horst Lichter. Die Titelrolle übernahm Oliver Stokowski.

## Handlung
Im Jahr 2014 eröffnet Margret Lichter, die Mutter des bekannten Fernsehkochs Horst Lichter, ihrem Sohn, dass sie schwer an Krebs erkrankt ist und nicht mehr lange leben wird. Geschockt von der Hiobsbotschaft begibt Horst sich mit seiner Ehefrau Nada zurück zu seinen Wurzeln nach Rommerskirchen bei Düsseldorf. Für ihn ist es eine Reise in seine Kindheit, die sich durch die sich rapide verschlechternde Gesundheit seiner Mutter mit der Gegenwart vermischt. Lichter will das Leben genießen und nur das tun, was ihn glücklich macht. Er will keine Lebenszeit für Arschlöcher verschwenden.

## Produktionsnotizen
Die Dreharbeiten für Horst Lichter – Keine Zeit für Arschlöcher erstreckten sich vom 27. Juli 2021 bis zum 25. August 2021 und fanden in Köln und Umgebung statt. Für die Produktion zeichnete die Bavaria Fiction unter Federführung der Produzentinnen Luisa Lioi und Anna Oeller verantwortlich.
Die Erstausstrahlung erfolgte am 9. Januar 2022, wenige Tage vor Horst Lichters 60. Geburtstag, zur Hauptsendezeit im ZDF.